# 豊橋創造大学短期大学部
豊橋創造大学短期大学部（とよはしそうぞうだいがくたんきだいがくぶ、英語: Toyohashi SOZO Junior College）は、愛知県豊橋市牛川町松下20-1に本部を置く日本の私立大学。1983年創立、1983年大学設置。

## 概観

### 大学全体
- 愛知県豊橋市に所在する日本の私立短期大学で[注 3]、設置主体は学校法人藤ノ花学園[2]。
- 1983年に豊橋短期大学として2学科体制で開学[3]。1991年度より3学科体制となるも、1996年度より再び2学科体制となる。幼児教育・保育科とキャリアプランニング科，公務員別科で構成されている。
- 開学時は女子短大であったが、現在は幼児・教育保育科と公務員別科は共学、キャリアプランニング科は女子のみとなっている[4]。

### 建学の精神（校訓・理念・学是）
- 豊橋創造大学短期大学部の建学の精神は「誠をもって勤倹譲を行え」である[注釈 1]。教育理念は「地域密着型の大学として、職業的教育を行い、その過程において人間的な成長を促す」としている[注釈 1]。

### 教育および研究

#### キャリアプランニング科
- 学生自らが将来の進路に合わせて、その設計に必要な実務能力を身につけるための学科。「キャリア」つまり将来像を「プランニング」(設計)するという意味に由来する。
- 職業分野に対応した5モデル、3コースでカリキュラムの科目群を構成している｡また、社会人・職業人としての基礎的な能力の修得のためにコース・モデルに関わりなく学べる就業力育成コアユニットを設けており、必修科目を修得すれば卒業時にビジネス実務士（全国大学実務教育協会）を取得できる[5]。コースと対応するモデルは次の通り[6]。
- 公務員コース
  - 公務員モデル
- ビジネス・秘書コース
  - オフィス秘書モデル
  - 販売士モデル
  - 国際・観光モデル
- 医療事務コース
  - 医療事務モデル

##### 幼児教育・保育科
- 保育の専門家を育てる学科。幼稚園教諭二種免許状と保育士資格を取得できる[7]。
- 保育実習や教育実習のほか学園祭当日に地域の子どもたちを招いて人形劇や大型紙芝居などを実施したり、青い空コンサートを企画実行している。情報教育にも力を入れている。

### 学風および特色
- かつて、豊橋市をはじめとした東三河地方には、県内の他地方に比べて女子高等教育機関が少ないことから地元地域への女子短大設置を望む声が高まりつつあった。その要望に応えるべく学校法人藤ノ花学園が東三河地域の公共団体・民間団体・企業などの協力を得て設置したのが豊橋短期大学すなわち今日の豊橋創造大学短期大学部である。いわば、公私協力により設置された短大でもあるといえる。

## 沿革[8]

### 前史（設置者）
- 1902年
  - 4月 伊藤卯一、渥美郡豊橋町大字中八町（現・豊橋市八町通り3丁目）に豊橋裁縫女学校を創立
- 1927年
  - 10月 文部大臣より財団法人として認可
- 1931年
  - 9月 豊橋高等裁縫女学校と改称
- 1932年
  - 9月 豊橋市老松町に移転（設置法人の本部所在地）
- 1935年
  - 11月 豊橋高等家政女学校と改称（旧・実業学校令による認可）
- 1946年
  - 3月 豊橋藤花高等女学校と改称（旧・高等女学校令による認可）
- 1948年
  - 3月 学制改革により、豊橋藤花高等女学校を藤ノ花女子高等学校に改組
- 1951年
  - 3月8日 - 学校法人として組織変更認可[9]。
- 1983年
  - 4月1日 左記を以て文部省[注 4]より短期大学の設置が認可される。
  - 同 豊橋短期大学(とよはしたんきだいがく 英語:Toyohashi Junior College[注釈 2])として以下の学科体制にて開学する[注 5]。
  - 秘書科 入学定員100名[注釈 3]
  - 幼児教育科 入学定員100名[注釈 3]
- 1983年
  - 5月1日 学生数[14]/定員
    - 幼児教育科 110[注釈 4]/100
    - 秘書科 177[注釈 4]/100
- 1986年
  - 4月1日 秘書科の入学定員を100→200に増員[注 6]。
  - 5月1日 学生数[19]/定員
    - 幼児教育科 217[注釈 4]/200
    - 秘書科 424[注釈 4]/300
- 1991年
  - 4月1日 以下の学科を増設する[注 7]。
    - 経営情報科 入学100名[注釈 5]

  - 5月1日 学生数[23]/定員
    - 幼児教育科 244[注釈 4]/200
    - 秘書科 464[注釈 4]/400
    - 経営情報科 124[注 8]/100
- 1992年
  - 4月1日 経営情報科の入学定員を100[注釈 5]→180[24]に増員[25]。
  - 5月1日 学生数[注 9]/定員
    - 幼児教育科 228[注釈 4]/200
    - 秘書科 483[注釈 4]/400
    - 経営情報科 344[注 10]/280
- 1993年
  - 5月1日 学生数[28]/定員
    - 幼児教育科 232[注釈 4]/200
    - 秘書科 479[注釈 4]/400
    - 経営情報科 449[注 11]/360
- 1995年
  - 4月1日 以下の学科についてはこの年度で学生募集を最終とする[注 12]。
    - 経営情報科

  - 5月1日 学生数[31]/定員
    - 幼児教育科 251[注釈 4]/200
    - 秘書科 448[注釈 4]/400
    - 経営情報科 446[注 13]/360
- 1996年
  - 4月1日 豊橋創造大学短期大学部に改称[29]。
  - 同 以下、学科の入学定員減あり[29]。
    - 幼児教育科 100→80
    - 秘書科 200→170

  - 5月1日 学生数[32]/定員
    - 幼児教育科 228[注釈 4]/180
    - 秘書科 401[注釈 4]/370
    - 経営情報科 211[注 14]/180
- 1997年
  - 3月31日 以下の学科については左記をもって正式に廃止とする[33]。
    - 経営情報科

  - 5月1日 学生数[34]/定員
    - 幼児教育科 210[注釈 4]/160
    - 秘書科 353[注釈 4]/340
- 1998年
  - 4月1日 秘書科を実務教育科に名称変更する[35]。
  - 5月1日 学生数[36]/定員
    - 幼児教育科 206[注釈 4]/160
    - 実務教育科 364[注釈 4]/340
- 1999年
  - 5月1日 学生数[37]/定員
    - 幼児教育科 201[注釈 4]/160
    - 実務教育科 366[注釈 4]/340
- 2000年
  - 4月1日 再び共学となる[注 15]。
- 2002年
  - 4月1日 専攻科の設置が認められ、以下の課程を設ける[39]。
    - 福祉専攻 入学定員20名
- 2003年
  - 4月1日 以下変更あり[40]。
    - 幼児教育科→幼児教育・保育科
      - 入学定員 80→100
      - 実務教育科  入学定員170→150
- 2005年
  - 4月1日 この年度の入学生より、実務教育科が以下の学科に改組される[41]。
    - キャリアプランニング科 入学定員150名
- 2007年
  - 4月1日 旧来の以下の学科については、左記をもって正式に廃止とする[42]。
    - 秘書科
- 2009年
  - 4月1日 キャリアプランニング科の入学定員を150→130に減員[43]。
- 2014年
  - 4月1日 専攻科に以下の課程を増設する[44]。
    - 医療情報専攻 入学定員15名[45]
- 2018年
  - 4月1日 キャリアプランニング科の入学定員130→60に減員する[46]。
- 2019年
  - 4月1日 別科の設置が認められ、以下の課程を設ける[47]。
    - 公務員別科 1年課程：男女共学
- 2020年
  - 3月31日 以下については、左記をもって正式に廃止とする[48]。
    - 専攻科医療情報専攻

  - 4月1日 以下については、この年度で学生募集を最終とする[注 16]。
- 2022年
  - 3月31日 以下については、左記をもって正式に廃止とする[注 17]。
    - 専攻科福祉専攻

## 基礎データ

### 所在地
- 愛知県豊橋市牛川町松下20-1

### 交通アクセス
- JR東海道本線・名鉄名古屋本線豊橋駅前バスターミナルより豊鉄バスに乗車し、「豊橋創造大学正門」「創造大東」バス停下車。

### 象徴
- 豊橋創造大学短期大学部のカレッジマークは「SOZO」となっており、「O」という文字が上部に飛び出し、下部には卵の黄身が描かれている形になっている。これは、既成の型にはまらず自由にチャレンジする姿勢を、下部にある卵の黄身は新たに何かを産出する学風を表現することを意味する[注 18]。

## 教育および研究

### 組織

#### 学科
- 幼児教育・保育科 入学定員100名[2]
- キャリアプランニング科 入学定員60名[2]

#### 別科
- 公務員別科 入学定員20名[45]

##### 過去にあった学科
- 秘書科→実務教育科→キャリアプランニング科
- 経営情報科 入学定員180名[注 19]

##### 専攻科
- 福祉専攻 入学定員20名[注 20]｡
- 医療情報専攻 入学定員15名[注 21]

#### 取得可能資格
- 保育士資格と幼稚園教諭二種免許状が幼児教育・保育科にて取得できる。同学科では、指定科目の履修などにより、ピアヘルパー、認定絵本士、ネイチャーゲームリーダー、准学校心理士が取得できる[53]。
- その他、キャリアプランニング科では各ユニットからフードコーディネーター3級・訪問介護員2級・秘書検定や実用英語技能検定などの資格も取得できる。その他の資格については入学案内やホームページなどを参照にされたい。

### 研究
- 『豊橋短期大学研究紀要』[注釈 2]

### 文科省採択事業
- 現代的教育ニーズ取組支援プログラム
  - 「食をテーマとした地域活性化 地域貢献を通した実践的教育」
- 大学教育・学生支援推進事業
  - 「正課の授業と連携した総合的なキャリア教育支援（2009年度〜2010年度）[55]

## 学生生活

### 部活動・クラブ活動・サークル活動
- 豊橋創造大学短期大学部のクラブ活動
  - 体育系：軟式野球・バスケットボール・ゴルフ・サッカー・バドミントン・ダンス・日本拳法など
  - 文化系：軽音楽・映画などがある。

### 学園祭
- 豊橋創造大学とともに毎年10月に「創造祭」を実施

## 施設

### キャンパス
- 調理実習室
- 学生食堂・カフェテリア
- 多目的ホール
- アリーナ
- 大講義室
- 図書・情報センター
- 購買
- 学生用立体駐車場

## 対外関係

### 地域連携・産学官連携
- サーラグループと豊橋創造大学とともに「産学連携・協力に関する協定」を2007年に締結[56]。2022年には「学び共創LABO」プロジェクトで連携することを発表した[57]。
- 東三河地域および浜松地区に所在する大学・短期大学と東三河地域の公立高校との間で、2008年11月に東三河・浜松地区高大連携協議会を設置し、ラーニングフェスタなど高大連携事業を実施している[58]。
- 豊橋市，豊橋商工会議所および豊橋市内の高等教育機関5校（豊橋技術科学大学、愛知大学、豊橋創造大学、愛知大学短期大学部、豊橋創造大学短期大学部）間で「豊橋市・豊橋商工会議所・豊橋市内高等教育機関との包括連携・協力に関する協定」を2018年9月26日に締結した[59]。
- イオンモール株式会社と豊橋創造大学とともにイオンモール豊川に関して「産学連携協力に関する連携覚書」を2023年1月に締結した[60]。

### 系列校
- 豊橋創造大学
- 藤ノ花女子高等学校

## 卒業後の進路について

### 就職について
- キャリアプランニング科：一般企業への就職者が多い傾向にある。
- 幼児教育・保育科：大半が幼稚園や保育所、認定こども園など児童関連施設に就職している。

### 編入学・進学実績
- 併設の豊橋創造大学を中心に進学者も存在する。